# Băduleasa, Teleorman
Băduleasa este un sat în comuna Putineiu din județul Teleorman, Muntenia, România. Se află în jumatatea de vest a județului,  în Câmpia Găvanu-Burdea. La recensământul din 2002 avea o populație de 1.060 locuitori. Casa Gheorghe Urziceanu datează din 1920 și este monument istoric (cod: TR-II-m-B-14276).
Veteran de război, moș Gheorghe ,,Gornistul" a decedat în anul 1992, la vârsta de 88 ani, casa fiind locuită până în anul 2006 de fosta soție.
Din sânul satului Baduleasa a plecat una dintre echipele de oină care a castigat campionatul national de oină .
De-a lungul timpului satul a fost vizitat de numeroase personalitati cum ar fi , Nicolae Dobrin ( fotbalist ) Zaharia Stancu ( scriitor ) .